# 国連人権賞
国連人権賞（こくれんじんけんしょう）は、国連総会決議2217によって1966年に制定された。この賞は、「世界人権宣言と国連の人権諸条約の中に具体化された人権の促進と擁護に対して、顕著な功績を残した個人と組織に栄誉を与え賞賛すること」を目的としている。
この賞は、1968年に初めて授与され、その後、5年ごとに授けられている。その授与式典は、伝統的に12月10日に行われるが、それは国連がこの日を世界人権デーに指定しているためである。受賞者は、総会と経済社会理事会の議長と人権委員会(現人権理事会)、女性の地位委員会、人権促進保護小委員会の委員長からなる特別委員会によって選定される。
受賞の記念品は、国連の紋章と芸術的な図案が描かれ、適切な言葉が刻まれた飾り額である。受賞者のリストは、とりわけノーベル平和賞とおおいに同じ分野を共有しているが、ノーベル賞とは対照的に、国連人権賞は、まったく金銭的なものを伴わない。

## 2023年受賞者
- ビャスナ人権センター（英語版）、1996年にアレシ・ビャリャツキにより創設された人権団体。(ベラルーシ)
- ジュリエンヌ・リュゼンジュ（英語版） (コンゴ民主共和国)
- アンマン人権学センター（英語版） (ヨルダン)
- ジュリオ・ペレイラ・サンチェス (ウルグアイ)

## 2018年受賞者
- アスマ・ジャハンギール、弁護士・人権活動家、信教・信条の自由に関する国連特別報告担当者（パキスタン）
- レベカ・ギューミ（英語版）、弁護士・人権活動家、女子の権利や教育を受ける機会を促進するNPOミシャーナ・イニシアティブの事務局長（タンザニア）
- ジョエニア・ヴァピシャナ（スペイン語版）(ジョエニア・バティスタ・デ・カルヴァーリョ)、ブラジル初の先住民下議（ブラジル）
- フロントライン・ディフェンダーズ (Front Line Defenders) 、ダブリンに拠点を置く人権活動家保護団体（アイルランド）

## 2013年受賞者
- ビラム・ダー・アベイド（英語版）、奴隷廃止運動家 (モーリタニア)
- Hiljmnijeta Apuk (コソボ)
- Liisa Kauppinen、世界ろう連盟総長 (フィンランド)
- Khadija Ryadi (モロッコ)
- 国家最高司法裁判所 (メキシコ)
- マララ・ユスフザイ (パキスタン)

## 2008年受賞者
- ルイーズ・アルブール、前国連人権高等弁務官 (カナダ)
- ベーナズィール・ブットー、2007年に暗殺されたパキスタンの元首相で野党指導者(追贈) (パキスタン)
- ラムゼイ・クラーク、元アメリカ合衆国司法長官 (アメリカ合衆国)
- キャロリン･ゴメス博士、ジャマイカのNPO「Jamaicans for Justice」の設立者の一人
- デニス・ムクウェゲ博士、治安状態が極度に悪化しているコンゴ民主共和国東部の都市ブカヴにある性的暴行を受けた女性の治療を専門とするパンジー病院の設立者の一人(コンゴ民主共和国)
- ドロシー・スタン、貧困と環境に対する尽力で名高く2005年に殺害された修道女 (追贈) (ブラジル)
- ヒューマン・ライツ・ウォッチ

## 2003年受賞者
- エンリケータ・エステーラ・バルネス・デ・カルロット、「五月広場の祖母たちの会」代表 (アルゼンチン)
- マノ川女性平和ネットワーク (シエラレオネ、リベリア及びギニア)
- 家族保護プロジェクト運営チーム (ヨルダン)
- 鄧樸方、中国身体障害者連合会 (中華人民共和国)
- シュラミス・ケーニッヒ、「人権教育のための民衆運動」代表 (アメリカ合衆国)
- セルジオ・ヴィエイラ・デ・メロ、イラクで殺害された国連人権高等弁務官 (追贈) (ブラジル)

## 1998年受賞者
- スニラ・アベイセケラ（英語版）、「INFORM」代表 (スリランカ)
- Angelina Acheng Atyam、「Concerned Parents Association」創設者 (ウガンダ)
- ジミー・カーター、政治家で元大統領 (アメリカ合衆国)
- ホセ・グレゴリ（ポルトガル語版）、人権局長官 (ブラジル)
- アンナ・サバトヴァ（英語版）、「憲章77」創設者 (チェコ共和国)
- すべての人権擁護者、“世界中の数多くの勇敢な人々”

## 1993年受賞者
- ハシブ・ベン・アマル、「Arab Institute for Human Rights」代表 (チュニジア)
- エリカ＝イレーヌ・ダイス（英語版）、先住民作業部会の議長 (ギリシャ)
- ジェイムズ・P・グラント、ユニセフ事務局長 (アメリカ合衆国)
- 国際法律家委員会 (ジュネーヴに本部を置く)
- サラエヴォ中央病院の医療職員
- ソニア・ピカード（英語版）、米州人権裁判所の副長官 (コスタリカ)
- ガネーシュ・マン・シンハ、ネパールの最高指導者で1990年の民主化運動の指揮者 (ネパール)
- スーダン女性同盟 (スーダン)
- Julio Tumiri Javier、ボリビア常設人権会議の創設者 (ボリビア)

## 1988年受賞者
- ババ・アムテ、人権弁護士 (インド)
- ジョン・ピーターズ・ハンフリー、国連人権部門の責任者 (カナダ)
- アダム・ロパトカ、最高裁判所長官 (ポーランド)
- Leónidas Proaño、聖職者 (エクアドル)
- ネルソン・マンデラ、弁護士兼政治家 (南アフリカ)
- ウイニー・マンデラ、医療ソーシャルワーカー (南アフリカ)
- 加藤シヅエ、国会議員、日本家族計画連盟会長、優生保護法の制定に貢献（日本）

## 1978年受賞者
- Begum Ra'Ana Liaquat Ali Khan (パキスタン)
- サドルッディン・アーガー・ハーン王子 (イラン)
- マーティン・ルーサー・キング (追贈) (アメリカ合衆国)
- ヘレン・スズマン (南アフリカ)
- 赤十字国際委員会
- アムネスティ・インターナショナル
- 連帯司祭 (チリ)
- Union nationale des femmes de Tunisie (チュニジア)

## 1973年受賞者
- タハ・フセイン、文学教授 (エジプト)
- C・ウィルフレッド・ジェンクス（英語版）、国際労働機関の事務局長(追贈) (イギリス)
- マリア・ラヴァル・ウルビーナ、弁護士兼政治家 (メキシコ)
- アベル・ムゾレワ、ANC議長 (ナミビア)
- シウサガル・ラングーラム、モーリシャス首相 (モーリシャス)
- ウ・タント、国際連合事務総長 (ミャンマー)

## 1968年受賞者
- マヌエル・ビアンチ、米州人権委員会の委員長 (チリ)
- ルネ・カサン、国連人権委員会の一員 (フランス)
- アルバート・ルツーリ、ANC議長(追贈) (南アフリカ)
- Mehranguiz Manoutchehrian、弁護士 (イラン)
- ペトル・エメリヤーノヴィチ・ネドバイロ、国連人権委員会の一員 (ウクライナ)
- エレノア・ルーズベルト、国連人権委員会の委員長(追贈) (アメリカ合衆国)